# サティ (チェーンストア)
- イオングループ > イオングループの商業ブランド > サティ (チェーンストア)
- マイカル > サティ (チェーンストア)

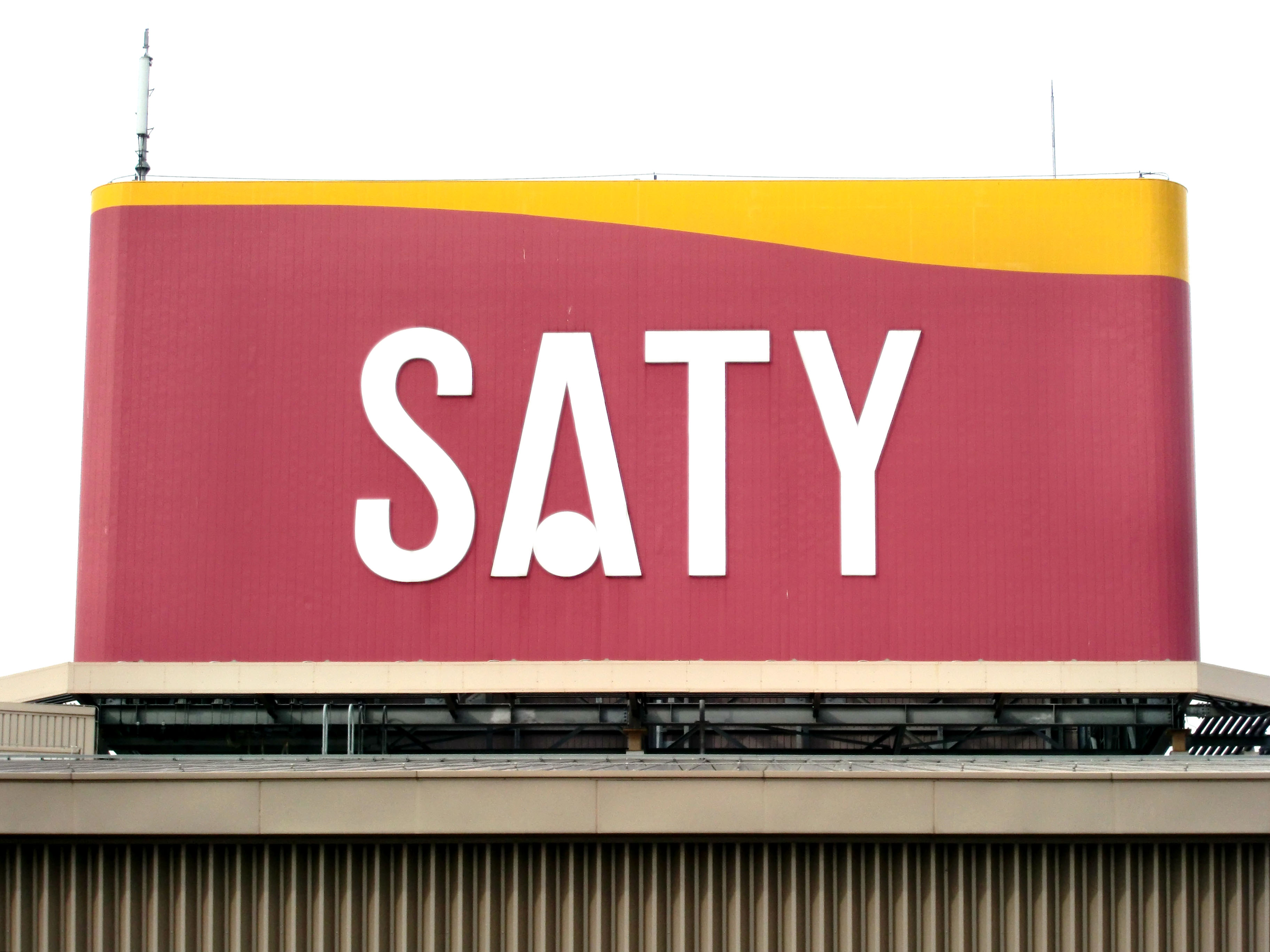
茨木サティの看板
（マイカル茨木）

サティ（SATY）は、かつてマイカルが運営していた商業施設である。総合スーパー（GMS）と百貨店の中間業態を標榜し、従来の総合スーパーよりも高級志向を打ち出した「生活百貨店」と位置づけていた。
「サティ」のブランド名は、"Select Any Time for Yourself"（どんなときでも自分のために選び吟味する）のイニシャルを取って命名された。
2011年3月1日、ジャスコとポスフール（旧：マイカル北海道）との統合に伴い、店舗ブランドをイオンへ転換し、イオンリテール運営で存続していた広島サティも同年7月18日に閉店したため、サティは27年の歴史に幕を下ろした。

## 概要

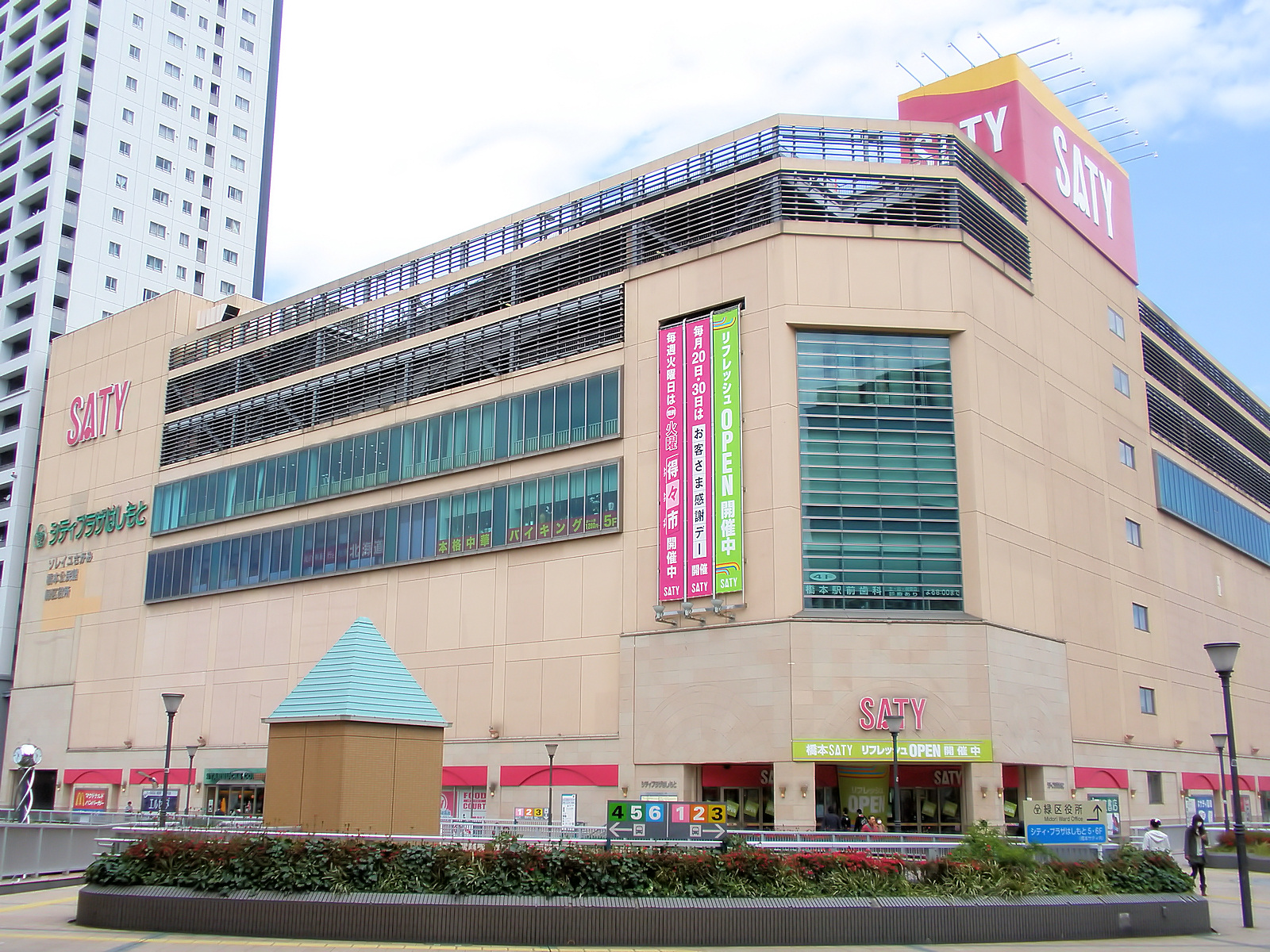
橋本サティ（現：イオン橋本店）

1984年（昭和59年）3月、当時のニチイが、実験店として奈良市学園前にサティ1号店を出店し、新業態として展開を開始した。ニチイは、ビブレが都心の若者向けの業態として地位を獲得できたのに続き、サティは30代をターゲットに絞り、従来の店舗では取り扱うのが難しかったグレードの高い商品構成をした「高感度専売店」として開発された。学園前は新設店舗だったが、2号店の和歌山、それに続く高崎、尼崎はいずれもニチイからの業態転換で、順次各地に展開した。
当時開業したサティは、規模は小さいもののショッピングセンターとして扱われていた。ただしマイカルとしては、さらに多種多様な業態を複合した大型商業施設「マイカルタウン」を主力化していた。
1989年当時は、全店舗にスポーツクラブ・エグザスを併設していた。なお、ファッション色の強かった尼崎・和歌山・高崎などのサティ店舗は、後にビブレに業態転換している。
開業当初から1990年代までは、細字に青緑のロゴマークが使われ、1990年代からは「生活百貨店」と銘打つようになってからは、ロゴマークも青緑からマゼンタに変わった。1996年にニチイからマイカルへ社名変更したタイミングで、ロゴマークも細字から太字へと変わった。
その後、新規出店やニチイブランドの店舗リニューアル時の業態転換により、ピーク時には200店舗を数えるまで増加した。しかし2001年のマイカルの経営破綻により、以降は店舗整理などで大量閉店した。イオン株式会社がマイカルの支援に乗り出したため、イオングループ他社店舗への転換や、グループ外企業による居抜き出店が行われた店舗も少なくなかった。
マイカルの子会社が運営していた店舗も、マイカル本体への吸収合併や事業譲受により、本州・四国の店舗はマイカル直営となっていた。九州の店舗(門司サティを除く)はマイカル九州（2007年にイオン九州へ吸収）が運営していた。北海道ではマイカル北海道によって多数店舗を展開していたがマイカル北海道の独立により、2002年にポスフールに転換されたたため、末期には北海道に店舗は存在しなかった。
イオングループによる買収後は、マイカルの経営再建完了後の2006年からイオンへの統合まで、経営破綻後初の（新）盛岡南サティの開業から、2010年の新瑞橋サティまで、イオンモール内に「サティ」の店舗を数店舗のみ開業させた（マイカル九州が開業した原サティのみ例外）。原サティを除き、イオングループ加入後に開業した店舗はイオンモール内の核店舗としての出店だったこともあり、従来のサティの雰囲気を残しつつも一般的な総合スーパーに近い店舗構成となっていた。
イオンへの統合直前の最末期には、北海道、青森県、宮城県、栃木県、富山県、福井県、岐阜県、静岡県、岡山県、和歌山県、徳島県、長崎県、熊本県、大分県、宮崎県、沖縄県の16道県を除く日本全国に店舗があった。青森県・沖縄県以外はかつて店舗があったものの統合以前に撤退した。

### ブランド消滅

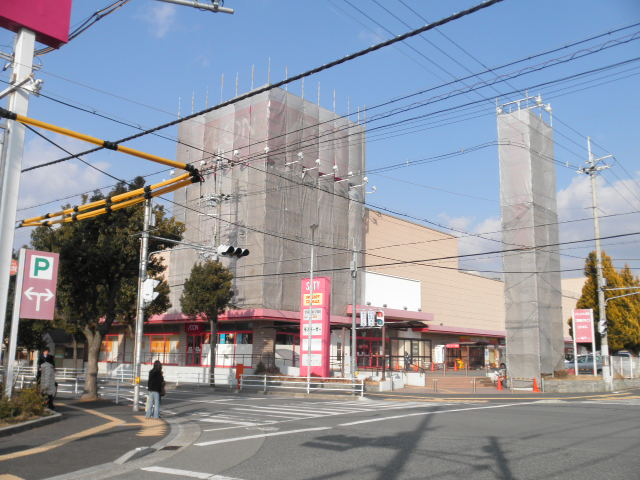
看板をサティからイオンのものに架け替える様子
（2011年2月18日撮影）

イオングループでは持株会社制への移行後、重複する事業分野の整理統合が大きな課題となっていた。イオンの持株会社化に伴うイオンリテール発足の段階では、不採算店舗の整理が優先されたが、経済危機による経営不振がさらに深刻化し、本格的な事業整理に乗り出すこととなった。
2011年3月1日にイオンリテールはマイカルを吸収合併し、近く閉店が予定されていた広島サティを除く「サティ」全店舗が一斉に「イオン」に統合・名称変更された。なお、イオン九州運営の「戸畑サティ」は、2010年4月の改装リニューアルを機に「イオン戸畑店」へ1年前倒しして先に店舗名を変更している。その後、広島サティも2011年7月18日に閉店したため「サティ」の店舗ブランドは消滅し、27年の歴史に幕を下ろした。
イオンへの店名変更は「○○サティ」から「イオン○○店」として（○○は地名で同じものが入る）、旧サティの店舗名が「イオン」の後にそのまま付くようにされたが、一部の店舗はジャスコからの転換店舗や、旧カルフールのイオン店舗との店名重複を避けるなどの理由で、小地名（高知サティ→イオン高知旭町店など）や方角（高松サティ→イオン高松東店など）を追加した新店名に変更した店舗もあり、店名重複がない場合でも変更される場合もあった（秋田サティ→イオン秋田中央店など））。
2011年3月22日に開店したイオン伊丹昆陽店（現・イオンスタイル伊丹昆陽）は、当初はマイカルが伊丹西サティ（仮称）として開店する計画で、オープニングスタッフの求人もイオンリテールではなくマイカルが行っていた。

## 沿革
- 1984年（昭和59年）3月15日[10][11] - 奈良市にサティ第1号店のサティ学園前（後に学園前サティに改称）を開店[5]。
- 2001年（平成13年）
  - 9月1日 - マイカル東北が運営する店舗のうち、優良7店舗（秋田サティ、旧盛岡南サティ、一関サティ、米沢サティ、福島サティ、会津サティ、いわきサティ）がマイカル本社に店舗譲渡され、マイカル直営店舗になる。
  - 9月14日 - マイカルが民事再生法の適用を申請して経営破綻。不採算店を大量閉鎖。
- 2002年（平成14年）
  - 4月26日 - 5月24日 - 北海道地区のサティが順次ポスフールに改称（閉店予定だった大谷地サティを除く）。
    - 2001年8月にマイカル北海道（現・イオン北海道）がマイカルグループから独立したことを受けたもので、社名はこれより前の2002年1月1日に「ポスフール」に改称していた。

  - 10月16日 -
    - ビブレからの業態転換店舗第1号として、橋本ビブレが橋本サティに転換（現：イオン橋本店）。
    - 大谷地サティ閉店により北海道からサティが消滅。
- 2003年（平成15年）11月28日 - マイカルがイオンの完全子会社となる。
- 2006年（平成18年）9月15日 - マイカルが岩手県盛岡市に経営破綻後としては初の「盛岡南サティ」（イオン盛岡南ショッピングセンター内）を開店。
- 2007年（平成19年）
  - 3月8日 - マイカル九州が福岡市早良区に経営破綻後としては初の「原サティ」をダイエー原店跡への居抜き出店により開店（九州地区のサティとしては最後の新規出店）。
  - 8月21日 - 九州地方でサティ（門司サティを除く）を展開していたマイカル九州がイオン九州と合併（サティのブランド名は継続）。
- 2008年（平成20年）8月31日 - 九州地方で最後のマイカル直営店舗「門司サティ」が閉店。
- 2009年（平成21年）9月30日 - 香川県観音寺市にて営業していた、マイカル直営店舗「観音寺サティ」が閉店。前年、同じイオングループであるマックスバリュ観音寺駅南店が開店したことなどの影響で競争が激化したことで閉店。
- 2010年（平成22年）
  - 3月9日 - 初の名古屋市内への出店並びに、全国で最後の出店となった「新瑞橋サティ」をイオンモール新瑞橋の核店舗として開業。
  - 4月23日 - 福岡県北九州市の戸畑サティが他のサティに先駆けてイオン戸畑店に店舗名を変更[12]。
- 2011年（平成23年）
  - 3月1日 - GMS事業の再編に伴い、マイカルがイオンリテールに吸収合併。閉店予定だった広島サティ以外全店がイオンへ転換。
  - 7月18日 - 広島サティ閉店によりサティブランドが消滅、27年の歴史に幕を下ろす。

## サティが関係する作品
サティそのものが登場する作品は無いが、映画のロケ地等として使用されたことがある。
- スウィングガールズ - バンドメンバーのバイト先のロケ地として、山形県米沢市の米沢サティが使用された（駐車場と1階食品売場）。
- 陣内智則（あくまで名前のみ） - 『エンタの神様』等で行ったコント「運動会」で、組体操の技名に「ジャスコ」「ダイエー」と共に使用されている。その後、ダイエーの一部店舗を除く全てが「イオン」になっている。なお、YouTubeに投稿されたバージョンでは技名が家具量販店の「ニトリ」「IKEA」「大塚家具」に変更されている。
- 頭文字D - 風景の一部にサティの看板が描かれている。
- ショムニ - ドラマでは登場人物の一人が満帆商事の倒産後に働いているという設定で登場（自由が丘サティ食品館バックヤード）。